# Bror Elwing
Bror Gustaf Olof Elwing, född 5 november 1903 i Boden, Norrbottens län, död 27 januari 1975, (boende i Älvsjö, Stockholm), kyrkobokförd i Åtvids församling, Östergötland, var en svensk direktör.

## Biografi
Elwing var son till överbanmästaren Gustaf Elwing och Kristina Lodell. Han studerade vid Chalmers tekniska högskola 1930, var baningenjör vid SJ i Sollefteå 1943-1945 och överinspektör i Stockholm 1945-1947. Elwing var distriktschef för 1:a distriktet i Stockholm från 1947, verkställande direktör och chef för Stockholms-Nynäs järnväg från 1957, AB Godslagring från 1960, AB Rinkebyhus och Väsbygårdens AB från 1965 och Roslagsbanans fastighetsbolag. Han var styrelseordförande i Svenska lastbil AB.
Elwing gifte sig 1933 med Ester Pettersson (1907-1966), dotter till Alfred Pettersson och Amelie Bengtsson. Han var far till Sverker (född 1934), Lars (född 1935) och Bror (född 1938). Elwing avled 1975 och gravsattes på Brännkyrka kyrkogård.

## Utmärkelser
Elwings utmärkelser:
- Riddare av Nordstjärneorden (RNO)
- Kommendör av Norska Sankt Olavs orden (KNS:tOO)